# Julio Carrizosa
Julio Carrizosa Valenzuela (Bogotá, 28 de junio de 1895-Bogotá, 25 de mayo de 1974) fue un ingeniero, matemático, educador, escritor y político colombiano, miembro del Partido Conservador Colombiano.
Carrizosa fue rector en dos ocasiones de la Universidad Nacional y del colegio Gimnasio Moderno, y ministro de Educación durante la presidencia de Enrique Olaya Herrera, de 1931 a 1933.

## Biografía
Se graduó como ingeniero en 1923 en la Universidad Nacional de Colombia. Fue un impulsor del desarrollo y estudio de la matemática en Colombia. En 1946 fue designado el primer Decano de la Facultad de Ciencias de la Universidad Nacional de Colombia, impulsando el estudio de las ciencias.  
Fue ministro de educación en 1932. Estuvo a cargo del traslado y estructuración de la Ciudad Universitaria. Así mismo fue rector encargado de la Universidad Nacional de Colombia entre mayo y junio de 1940, y titular entre 1942 y 1944 y entre 1950 y 1954. Además, fue profesor de tiempo completo de la Facultad de Arquitectura e Ingeniería de la Universidad Nacional entre 1938 y 1954. 
A partir de 1936 y hasta su muerte, fue miembro de la Academia Colombiana de Ciencias. Fundó y fue director de la Sociedad Colombiana de Matemáticas. También fue docente en la Universidad Santo Tomás, y en la Pontificia Universidad Javeriana. En 1956 el gobierno nacional lo condecoro con la Gran Cruz de la Orden al Mérito Julio Garavito.

## Obras
- Las Geometrías no Euclídeas y las objeciones de Garavito (1921).
- Nociones generales sobre las probabilidades (1922).
- Cartas de Caldas (1978).
- Polémica sobre el teorema de Fermat.  Revista Universitaria  APEX, Nos. 10 y 17. 1936.
- Métodos de los ángulos de deformación en la resolución de estructuras indeterminadas. Revista Ingeniería y Arquitectura, No. 7.  1939
- Vigas en voladizo de forma poligonal y circular. (Respuesta a una consulta de Ciudad Trujillo) (1941)
- El método geométrico de Neuber para el trazado de las curvas isopáquicas.  (Traducción del alemán con ampliaciones) Revista Ingeniería y Arquitectura, N.º 3,  1 de abril de 1941.
- Sobre la función de tensión en las cúpulas delgadas curvadas de modo cualquiera.  (Traducción y notas adicionales del trabajo de Adolf. J. Pucher, presentado al Quinto congreso de mecánica aplicada).  Revista Ingeniería y Arquitectura, Nos. 50 a 51. 1943.
- El empleo del método de Cross en los entramados de varios pisos sometidos a la acción de fuerzas laterales.  Revista Ingeniería y Arquitectura, No. 57, 1914,  pág. 28.
- Mecánica aplicada vs. Mecánica racional.  Revista Ingeniería y Arquitectura, Vol. IV, No. 45. 1943.  pág. 23
- Los laboratorios de Ensayo de Materiales  .Revista Ingeniería y Arquitectura, No. 39, 1942,  pág. 8.
- La fotoelasticimetría en el Laboratorio de Ensayo de Materiales de la Facultad de Matemáticas e Ingeniería.  Revista de la Academia Colombiana de Ciencias Exactas, Físicas y Naturales.  Vol. II, No. 7, 1938,  pág. 301
- El Proceso de rotura en los materiales de construcción. Revista de la Academia Colombiana de Ciencias Exactas, Físicas y Naturales.  Vol.  XIII, No. 49, 1967.
- Resistencia de materiales.  Curso dictado en la Facultad de Matemáticas e Ingeniería de la Universidad Nacional de Colombia. Dos Tomos.  Tres ediciones.  Editorial Minerva S.A.,  Bogotá, 1940 a 1946.
- Memoria del Ministro de Educación Nacional al Congreso de 1932. Bogotá, 1932.  Imprenta Nacional.
- Memoria del Ministro de Educación Nacional al Congreso de 1933. Bogotá, 1933. Editorial Cromos.
- Nuevo método para la determinación de coordenadas geográficas, (Con Tomás Aparicio V, Jorge Acosta Villaveces) Anales de Ingeniería. Vol. 35, no. 410 (1927), 369-382